# Galleria Nazionale d'Arte Antica
Galleria Nazionale d'Arte Antica eller Gallerie Nazionali Barberini Corsini är en italiensk konstinstitution som förvaltar den italienska statens samling av äldre konst. Den är utställd i Palazzo Barberini och Palazzo Corsini, båda belägna Rom, och omfattar konstverk från gotiken till nyklassicismen. Institutionen etablerades 1893.